# Chiesa della Santissima Trinità (Vallarsa)
La chiesa della Santissima Trinità è la parrocchiale di Camposilvano, frazione di Vallarsa in Trentino. Fa parte della zona pastorale della Vallagarina dell'arcidiocesi di Trento e risale al XVIII secolo.

## Storia

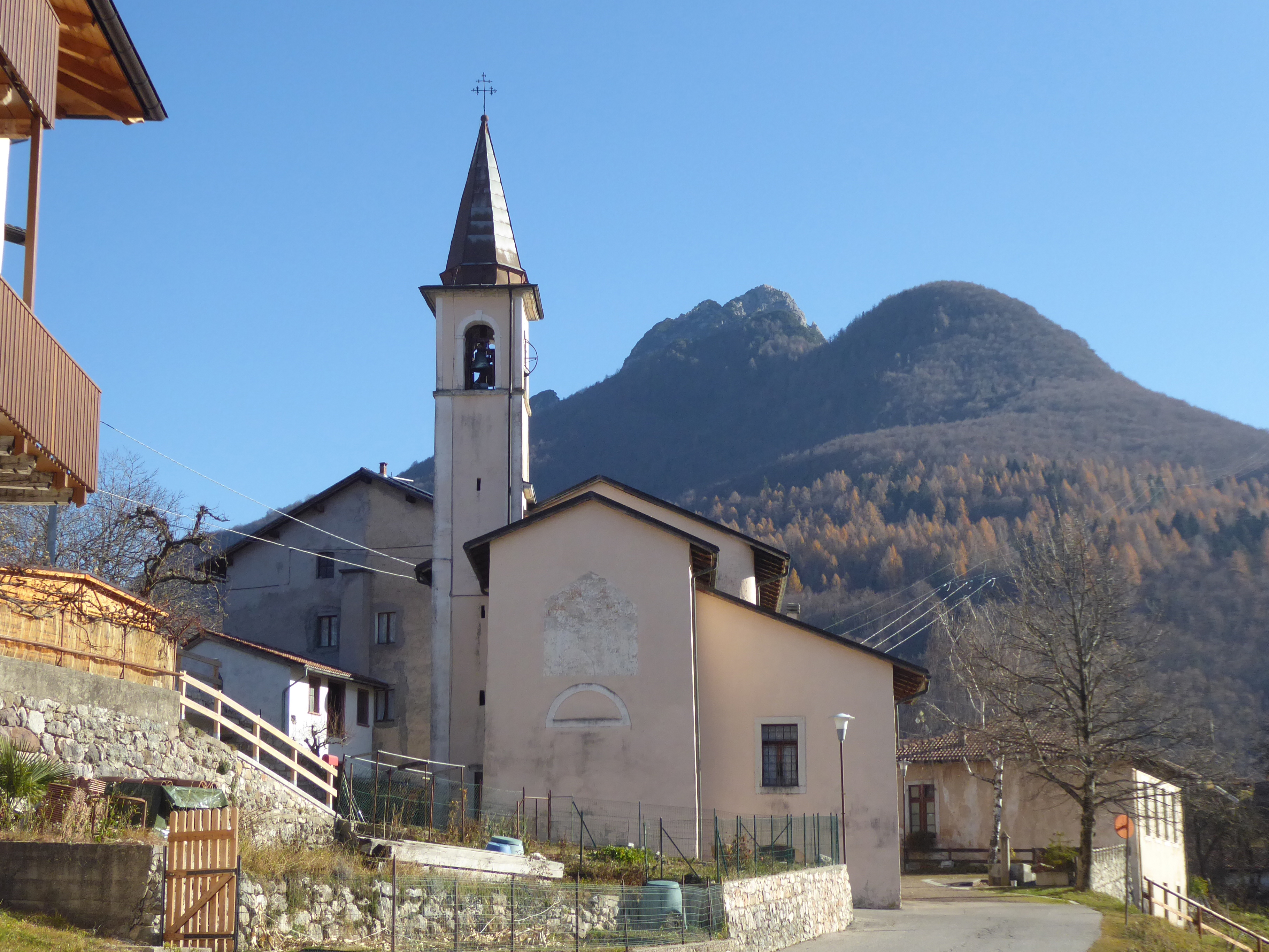
Vista posteriore

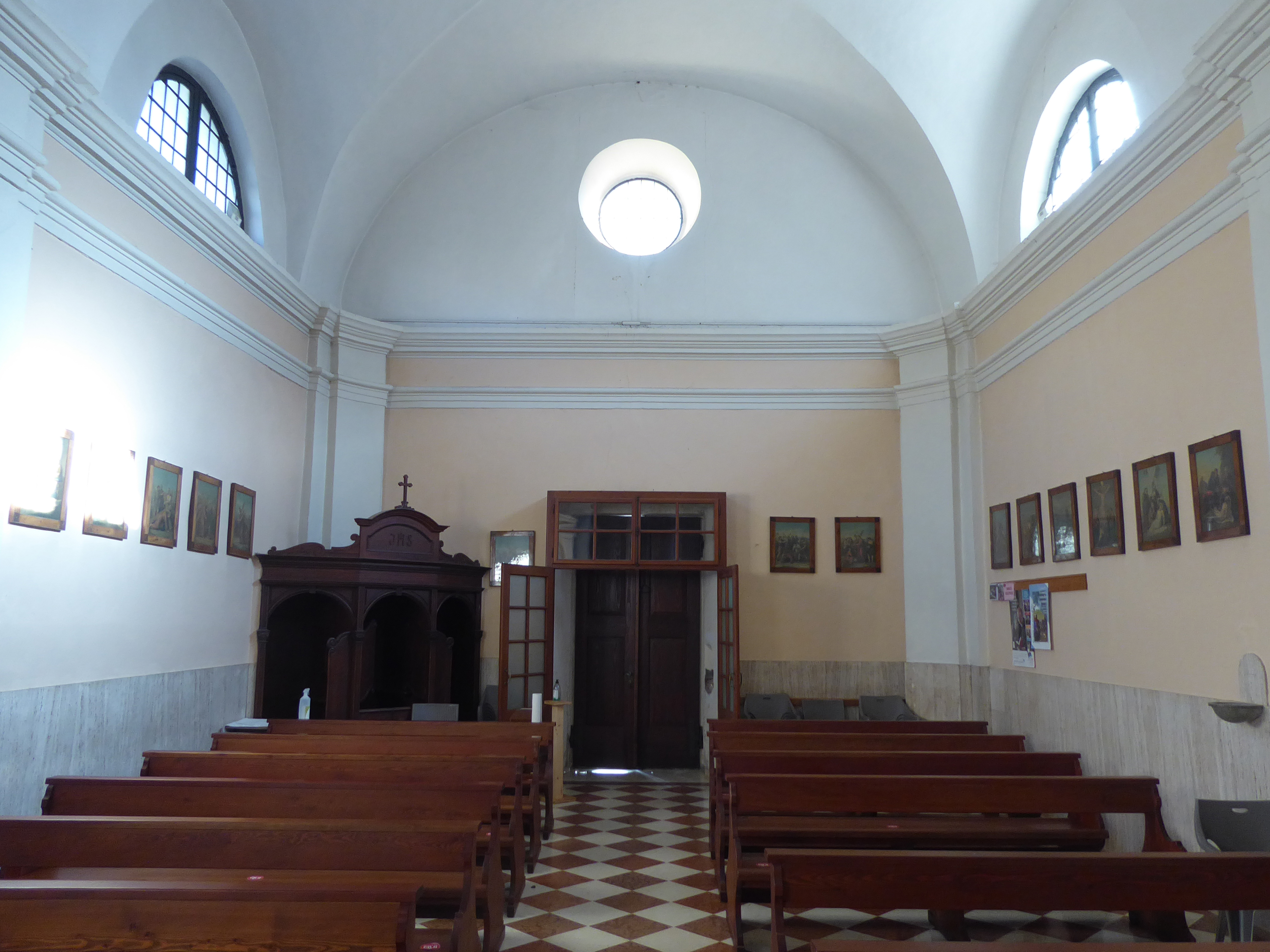
Interno, ingresso e controfacciata

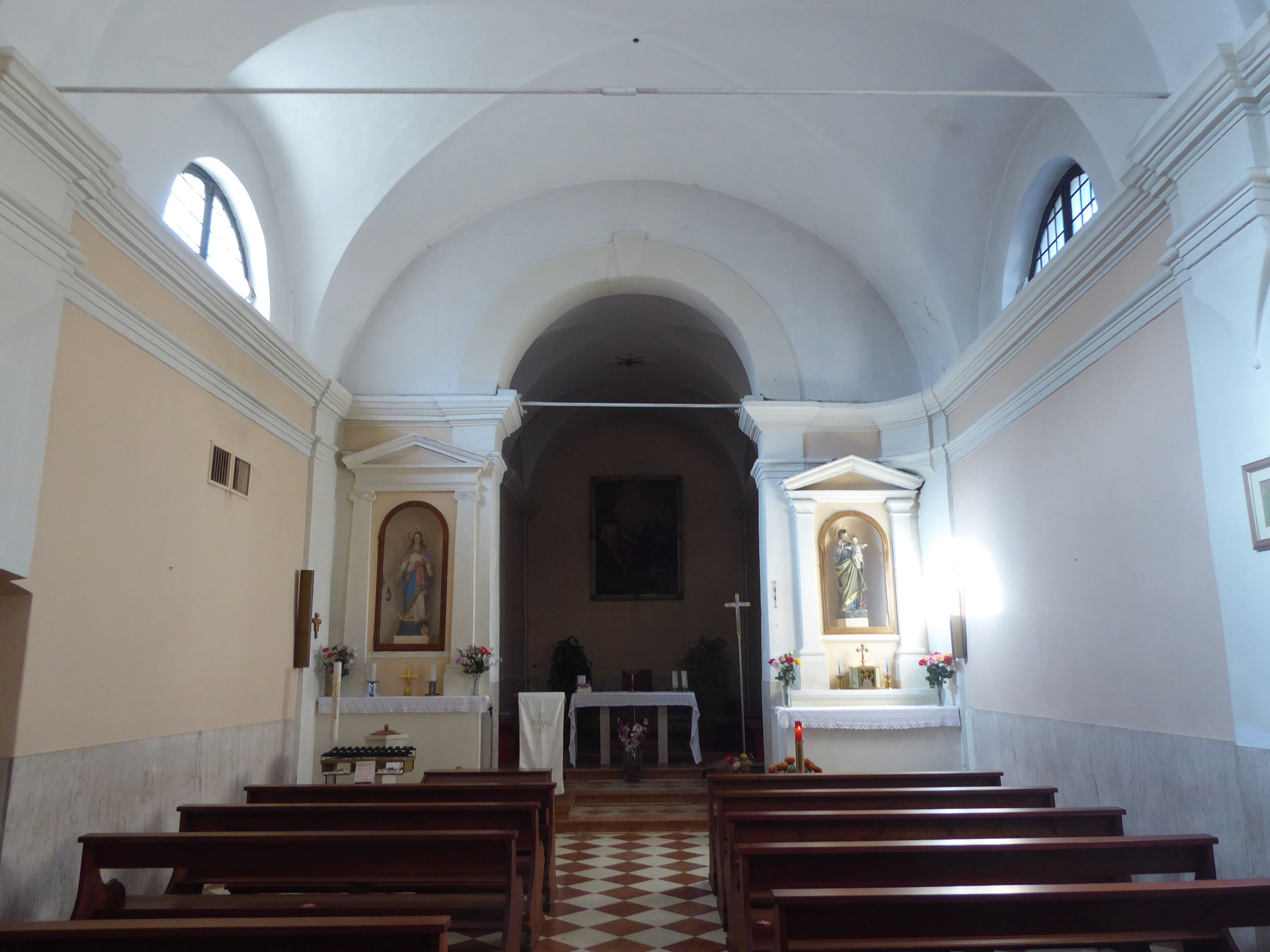
Interno con zona presbiteriale

L'erezione di una prima cappella con dedicazione alla Santissima Trinità a Camposilvano risale al 1714. Nel 1786 venne elevata a dignità di espositura della pieve di Lizzana, la chiesa di San Floriano. La comunità di Camposilvano, alla fine del XVIII secolo, acquistò la cappella, sino ad allora proprietà di privati, e decise un suo ampliamento.
I lavori di ristrutturazione necessari a rendere la chiesa più adatta alle esigenze dei fedeli vennero realizzati nel terzo decennio del XIX secolo. L'orientamento della chiesa venne mutato e la pianta venne notevolmente ampliata. Nel 1822 la chiesa, ormai ultimata, venne benedetta. Il vescovo di Trento Benedetto Riccabona de Reichenfels celebrò la sua consacrazione solenne nel 1868.
Durante il primo conflitto mondiale la chiesa venne danneggiata e sconsacrata, venendo utilizzata dai militari come stalla e fu necessario, negli anni successivi, procedere con la sua ristrutturazione e riparazione dei danni subiti per poter essere restituita al culto. Venne elevata a dignità di chiesa parrocchiale nel 1959.
Negli anni sessanta e settanta fu oggetto di vari interventi, tra i quali l'adeguamento liturgico.
L'archivio storico della parrocchia viene conservato nella canonica con documenti che riguardano anche la parrocchia della frazione di Raossi.

## Descrizione

### Esterni
La parrocchiale si trova nel centro abitato di Camposilvano e mostra orientamento verso nord-ovest. La facciata a capanna è semplice con due spioventi. Il portale architravato è impreziosito dal piccolo frontone timpanato ed è sormontato in asse dall'oculo che porta luce alla sala. Altre aperture hanno forma di finestra a lunetta e sono poste sui fianchi della struttura. Sulla parete esterna sinistra si apre il secondo ingresso alla sala. La torre campanaria che si trova sulla destra in posizione arretrata ha la cella che si apre con quattro finestre a monofora e si conclude con la cuspide a forma di piramide ottagonale acuta.

### Interni
La navata interna è unica e suddivisa in due campate. Attraverso l'arco santo si accede al presbiterio e ai suoi fianchi si trovano due altari laterali.